# ویکشپا
Vikṣepa (سنسکریت؛ آوایی تبتی: nampar yengwa)، اصطلاح بودایی و هندو است که نوسان ذهن به ویژه هنگام تمرکز است.
- یکی از بیست عامل ناخوشایند ثانویه در تعالیم Mahayana Abhidharma است.
- یکی از صفات مایا در advaita vedanta. آدی سانکارا در Viveka Choodamani (آیه ۱۱۳) اشاره می‌کند که Vikshepa اثری از راجو گونا است.[۳][۴]